# Chasseradès
Chasseradès är en kommun i departementet Lozère i regionen Occitanien i södra Frankrike. Kommunen ligger i kantonen Le Bleymard som tillhör arrondissementet Mende. År 2018 hade Chasseradès 139 invånare.

## Befolkningsutveckling
Antalet invånare i kommunen Chasseradès
| Referens: INSEE |